# Idiognophomyia laterospinosa
Idiognophomyia laterospinosa är en tvåvingeart som först beskrevs av Alexander 1928.  Idiognophomyia laterospinosa ingår i släktet Idiognophomyia och familjen småharkrankar. Inga underarter finns listade i Catalogue of Life.